# مرکز کنترل مأموریت
مرکز کنترل مأموریت (انگلیسی: Mission control center یا (MCC) (که گاهی به آن مرکز کنترل پرواز یا مرکز عملیات نیز می‌گویند) تأسیساتی است که پروازهای فضایی را معمولاً از نقطه پرتاب تا فرود یا پایان مأموریت مدیریت می‌کند.
این مرکز قسمتی از بخش زمینی عملیات فضاپیما است. در چنین مرکزی، کارکنان کنترل‌کننده پرواز و سایر پرسنل پشتیبانی تمام جنبه‌های مأموریت را با بهره‌گیری از فناوری‌های دورسنجی پایش می‌کنند و با استفاده از ایستگاه‌های زمینی دستورات را به فضانوردان یا سفینه‌های فضایی ارسال می‌کنند.
پرسنل پشتیبانی‌کننده در این مراکر می‌توانند شامل افراد بخش کنترل وضعیت، قدرت، پیشرانش، حرارتی، پویایی‌شناسی وضعیت، عملیات مداری و سایر سامانه‌های فرعی باشند. آموزش این مأموریت‌ها معمولاً برعهده کنترل‌کننده‌های پرواز است که تمرینات گسترده‌ای را در مرکز کنترل مأموریت ترتیب می‌دهند.